# Liang Pematang
Liang Pematang is een bestuurslaag in het regentschap Deli Serdang van de provincie Noord-Sumatra, Indonesië. Liang Pematang telt 145 inwoners (volkstelling 2010).